# Konstantín Korovin

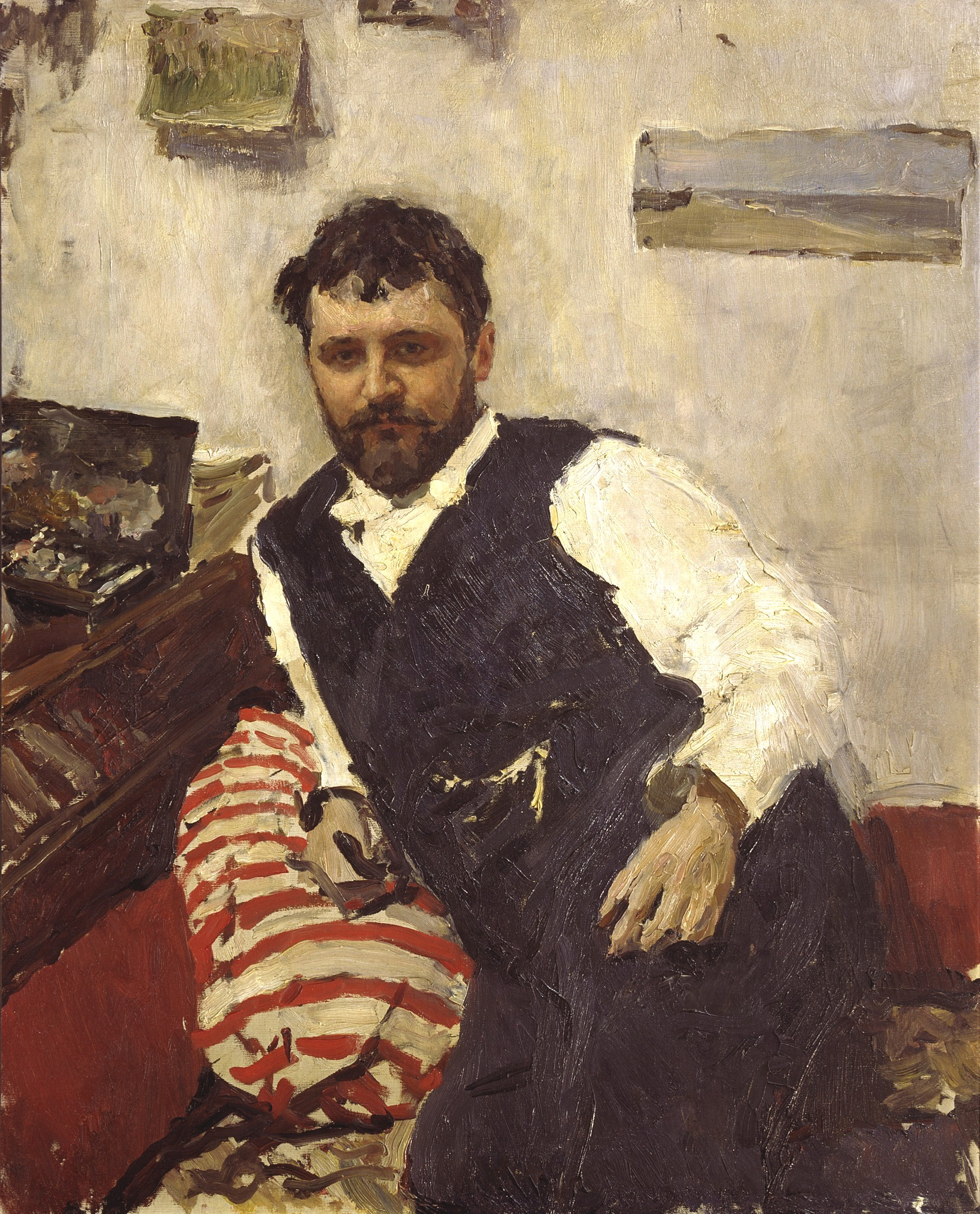
Retrato de Konstantín Korovin por Valentín Serov. 1891.

Konstantín Alekséyevich Korovin (En ruso: Константин Алексеевич Коровин; Moscú, 23 de noviembrejul./ 5 de diciembre de 1861greg.— París, 11 de septiembre de 1939) fue un destacado pintor impresionista
ruso.

## Biografía
Konstantín nació en Moscú en una familia de comerciantes oficialmente registrados como campesinos de la gubernia de  Vladímir. Su padre, Alekséi Mijaílovich Korovin, consiguió un título universitario y estaba más interesado en las artes y en la música que en el negocio familiar establecido por el abuelo de Konstantín. El hermano mayor de Konstantín, Serguéi Korovin fue un destacado pintor realista. Ilarión Pryánishnikov, pariente de Konstantín, fue también un destacado pintor de la época y un maestro en la Escuela de Moscú de Pintura, Escultura y Arquitectura.
En 1875 Konstantín entró en la Escuela de Pintura, Escultura y Arquitectura de Moscú, donde aprendió con Vasili Perov y Alekséi Savrásov. Su hermano Serguei ya era estudiante de la Escuela. Durante sus años académicos los Korovin se hicieron amigos de sus compañeros estudiantes Valentín Serov e Isaak Levitán, Kontantín mantuvo esta amistad durante el resto de su vida. En 1881-1882, Korovin pasó un año en la Academia Imperial de las Artes en San Petersburgo, pero regresó disgustado a la Escuela de Moscú. Estudió en la Escuela con el nuevo maestro Vasili Polénov hasta 1886.
En 1885, Korovin viajó a París y a España. París fue una sorpresa para mí… Los impresionistas… en ellos encontré todo por lo que a mi me regañaban en casa, en Moscú, escribió más tarde.
Polenov presentó a Korovin al círculo de Abrámtsevo de Savva Mámontov: Víktor Vasnetsov, Apollinari Vasnetsov, Iliá Repin, Mark Antokolski y otros. El amor del círculo de Abrámtsevo por los temas rusos estilizados se reflejan en la obra de Korovin Un idilio nórdico. En 1885 Korovin trabajó para la ópera de Mámontov. Diseñó los decorados de Aida, de Verdi, Lakmé de Delibes y Carmen de Bizet.

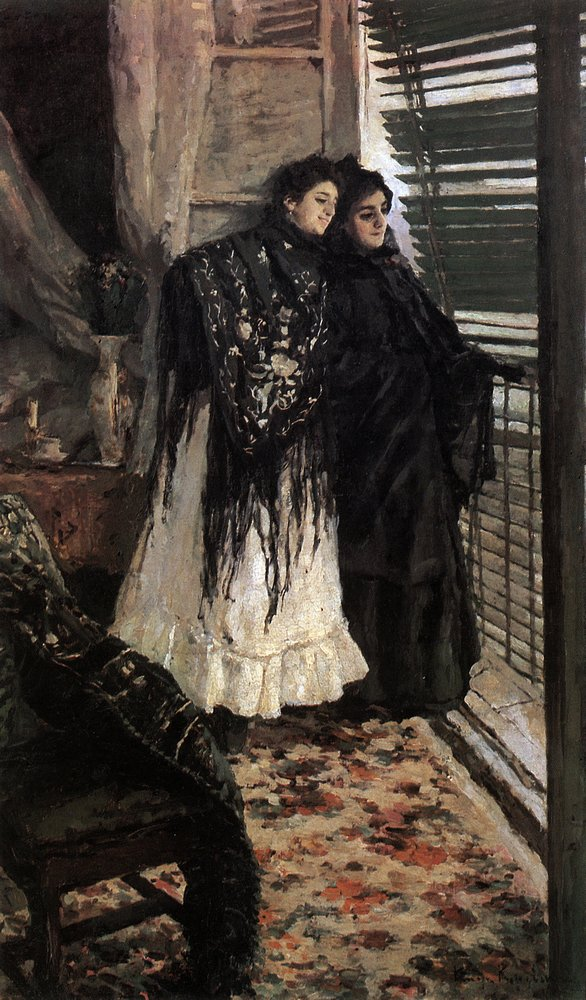
En el balcón. Las españolas Leonora y Ampara. 1888—1889. Galería Tretiakov.

En 1888, Korovin viajó con Mámontov a Italia y España, iniciando en Valencia la pintura de En el balcón, mujeres españolas Leonor y Amparo. El cuadro obtuvo la medalla de oro en la Exposición Universal de París de 1900. Konstantín viajó por Rusia, el Cáucaso y Asia Central, expuso con los Peredvízhniki. En la exposición de los Peredvizhniki, debutó en 1889 precisamente con el cuadro En el balcón. Pintó primero con un estilo impresionista, y después, art nouveau.
En la década de los noventa, Korovin se convirtió en miembro del grupo artístico Mir iskusstva (Mundo del Arte).
Las obras posteriores de Korovin estuvieron muy influidas por su viaje al Norte. En 1888 quedó cautivado por los severos paisajes nórdicos, como puede verse en La costa de Noruega y el mar del Norte.
Su segundo viaje al Norte, con Valentín Serov en 1894, coincidió con la construcción del Ferrocarril del Norte. Korovin pintó un gran número de paisajes: Puerto noruego, Arroyo de San Trifón en Pechenega, Hammerfest: Aurora Borealis, La costa de Múrmansk y otros. Los cuadros están construidos por una delicada red de tonos grisáceos. El estilo de estudio de estas obras era típico del arte de Korovin de los noventa.
Usando materiales de este viaje al Norte, Korovin diseñó el pabellón del Ferrocarril del Norte en la Exposición Panrusa de 1896 en Nizhni Nóvgorod.
En 1900, Korovin diseñó la sección de Asia Central del pabellón del Imperio Ruso en la Exposición Universal de París (1900); fue premiado con la Legión de Honor por el gobierno francés.
A comienzos del siglo XX, siguiendo una fuerte atracción por el teatro que había comenzado con Savva Mámontov, Korovin se trasladó al Teatro Mariinski en San Petersburgo. Apartándose de la tradición del decorado escénico, que sólo indicaba el lugar de la acción, Korovin produjo un decorado anímico, que transmitía las emociones generales de la representación. Korovin diseñó ambientaciones para las producciones dramáticas de Konstantín Stanislavski, así como óperas y ballets del Mariinsky. Hizo el diseño escénico para producciones del Mariinski como Faust (1899), El caballito jorobado (1901) y Sadkó (1906) que se hicieron famosos por su expresividad.
En 1905, Korovin se convirtió en académico de Pintura, y en 1909-1913 fue un profesor en la Escuela de Moscú de Pintura, Escultura y Arquitectura.
Uno de los temas favoritos del artista fue París. Pintó Un café de París (años noventa), Cafe de la Paix (1905), La Plaza de la Bastilla (1906), París de noche; Le Boulevard Italien (1908), Carnaval nocturno (1901), París por la tarde (1907) y otros.
Durante la Primera Guerra Mundial Korovin trabajó como asesor de camuflaje en los cuarteles de uno de los ejércitos rusos y a menudo se le vio en la línea del frente. Después de la Revolución de octubre Korovin siguió trabajando en el teatro, diseñando el escenario de óperas de Richard Wagner como La valquiria y Sigfrido así como el Cascanueces de Chaikovski (1918-1920).
En 1923 Korovin se trasladó a París por consejo del Comisario del Pueblo de Instrucción pública, Lunacharski, para curar su condición cardíaca y ayudar al hijo disminuido de Korovin. Se suponía que iba a celebrarse una gran exposición de obras de Korovin, pero las obras fueron robadas y Korovin quedó arruinado. Durante años produjo numerosos Inviernos rusos y Bulevares de París para sobrevivir.
En los últimos años de vida, produjo decorados para los principales teatros de Europa, Estados Unidos, Asia y Australia, siendo el más famoso de ellos el que diseñó para una producción de la Ópera de Turín de El gallo de oro, obra de Rimski-Kórsakov.
Korovin murió en París el 11 de septiembre de 1939. El hijo de Konstantín, Alekséi Korovin (1897–1950) fue un destacado pintor ruso-francés. Debido a un accidente de la niñez, ambos pies tuvieron que serle amputados. Alekséi se suicidó en 1950. 
- Wikimedia Commons alberga una categoría multimedia sobre Konstantín Korovin.